# 卡普阿
卡普阿（義大利語：Capua），意大利坎帕尼亚卡塞塔省的一个城市，位于那波利北25公里处，面积30平方公里，人口四万三千余人。建于公元前6世纪，后发展为重要的工商业城市。约前4世纪后期属于罗马。第二次布匿战争中为汉尼拔与罗马军队所必争。前73年，斯巴达克起义在此发难。

## 历史
公元前3世纪，卡普阿是意大利半岛上仅次于罗马的第二大城市。第二次布匿战争中，卡普阿与汉尼拔率领的迦太基军队结盟，公元前211年被罗马攻占，随后被完全摧毁，居民被卖为奴隶。